# Czerwona gwiazda

Czerwona gwiazda

Czerwona gwiazda z flagi ZSRR

Czerwona gwiazda – symbol, pięciopromienna gwiazda barwy czerwonej.

## Symbol komunistyczny
Czerwona gwiazda to symbol komunistyczny, spopularyzowany po rewolucji październikowej na całym terytorium tworzącej się Rosji Radzieckiej – późniejszego ZSRR. Wraz z rozpowszechnianiem się wpływów radzieckich w świecie, znak czerwonej gwiazdy przyjmowały do swoich emblematów partie komunistyczne na całym świecie, pojawiał się też w godłach i na flagach państw realnego socjalizmu (z wyjątkiem Polskiej Rzeczypospolitej Ludowej i Niemieckiej Republiki Demokratycznej).
Za autora symbolu czerwonej gwiazdy zazwyczaj uznawany jest Konstantin Jeriemiejew.

### Związek Radziecki

Symbol czerwonej gwiazdy występował w godle i na fladze Związku Radzieckiego.
Symbol czerwonej gwiazdy występował również w godłach i na flagach wszystkich republik związkowych tworzących ZSRR.
| Armeńska SRR   |  |  | Azerbejdżańska SRR |  |
| Białoruska SRR |  |  | Estońska SRR       |  |
| Gruzińska SRR  |  |  | Kazachska SRR      |  |
| Kirgiska SRR   |  |  | Litewska SRR       |  |
| Łotewska SRR   |  |  | Mołdawska SRR      |  |
| Rosyjska FSRR  |  |  | Tadżycka SRR       |  |
| Turkmeńska SRR |  |  | Ukraińska SRR      |  |
| Uzbecka SRR    |  |  |                    |  |

W ZSRR od 1930 roku nadawano Order Czerwonej Gwiazdy (ros. Орден Краснoй Звезды), wysokie odznaczenie państwowe, ustanowione dla nagradzania za bojowe zasługi w dziele obrony ZSRR oraz zapewnienia bezpieczeństwa publicznego zarówno w czasie wojny jak i podczas pokoju.

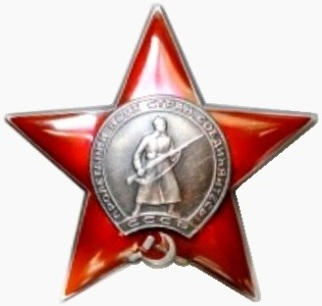

### Albania
Symbol czerwonej gwiazdy występował w latach 1946–1992 w godle i na fladze Albanii.

### Białoruś
Symbol czerwonej gwiazdy występuje od 1995 roku w godle niepodległej Białorusi – jedynej byłej republiki radzieckiej, używającej tego symbolu. Białoruś w swojej symbolice nawiązała do symboli BSRR.

### Bułgaria
Symbol czerwonej gwiazdy występował w latach 1946–1990 w godle i na fladze Bułgarii.

Flaga Bułgarii 1946–1967
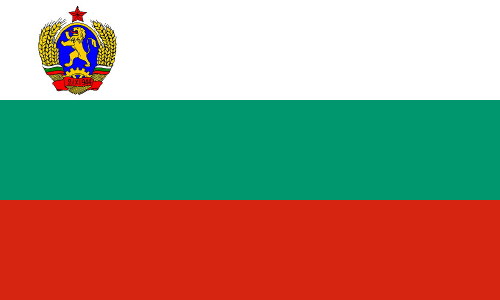
Flaga Bułgarii 1967–1971

### Czechosłowacja
Symbol czerwonej gwiazdy występował w latach 1961–1989 w godle Czechosłowacji.

### Jugosławia
Symbol czerwonej gwiazdy występował w latach 1945–1991 w godle i na fladze Jugosławii.

### Macedonia
Republika Macedonii w swojej symbolice nawiązywała do symboli SR Macedonii, także czerwona gwiazda była obecna do 2009 r. w godle republiki, odziedziczonym po godle socjalistycznej Macedonii.

### Korea Północna
Symbol czerwonej gwiazdy występuje w godle i fladze Korei Północnej.

### Naddniestrze
Nieuznawana na arenie międzynarodowej Republika Naddniestrza w swojej symbolice silnie nawiązuje do symboli Mołdawskiej SRR, także czerwona gwiazda jest obecna na fladze i godle republiki.

### Rumunia
Symbol czerwonej gwiazdy występował w latach 1952–1989 w godle i na fladze Rumunii.

Godło Rumunii 1965-1989
Flaga Rumunii 1952–1965
Flaga Rumunii 1965–1989

### Węgry
Symbol czerwonej gwiazdy występował w latach 1949–1989 w godle i fladze Węgier.

Godło Węgier 1949–1956
Flaga Węgier 1949–1956
Flaga Węgier 1957–1989

## Znak lotnictwa Rosji
Czerwona gwiazda, jako pozostałość po czasach ZSRR, jest współczesnym znakiem rozpoznawczym Sił Powietrznych Federacji Rosyjskiej. Od 2010 r. obowązuje już nowa symbolika.

## Sport
Kilka klubów sportowych z krajów rządzonych przez partie komunistyczne używało czerwonej gwiazdy jako symbolu – za przykład można podać bułgarski klub CSKA Sofia – lub wręcz nosiło po niej swoją nazwę, takie jak jugosłowiański, a obecnie serbski klub Crvena zvezda Belgrad, wschodnioniemiecki Roter Stern Lipsk, angolska Estrela Vermelha do Huambo, Estrela Vermelha z Mozambiku czy też czechosłowacka Rudá Hvězda Brno. Z symbolu czerwonej gwiazdy korzystały również niektóre drużyny sportowe z krajów niekomunistycznych, takie jak francuski Red Star FC z Paryża, szwajcarski FC Red Star Zürich, angielski Seaham Red Star F.C., a także amerykański kobiecy klub piłkarski Chicago Red Stars - choć w tym przypadku gwiazda opiera się na fladze Chicago, a nie na komunistycznym symbolu. Również amerykańskie Sacramento Republic FC oraz D.C. United również używają czerwonych gwiazd w swoich logo czy to jako swoje symbole, odnosząc się odpowiednio do flag Kalifornii i Dystryktu Kolumbii.

### Slavia Praga
Z symbolu czerwonej gwiazdy korzysta również praski wielosekcyjny klub sportowy, w którym elementem centralnym jest czerwona pięciopromienna gwiazda. W tym przypadku gwiazda jest umieszczona wierzchołkiem w dół. Slavia podobnie jak krakowska Wisła, z gwiazdą na koszulce jako swoim symbolem, gra praktycznie od początku istnienia.

Logo paryskiego Red Star FC
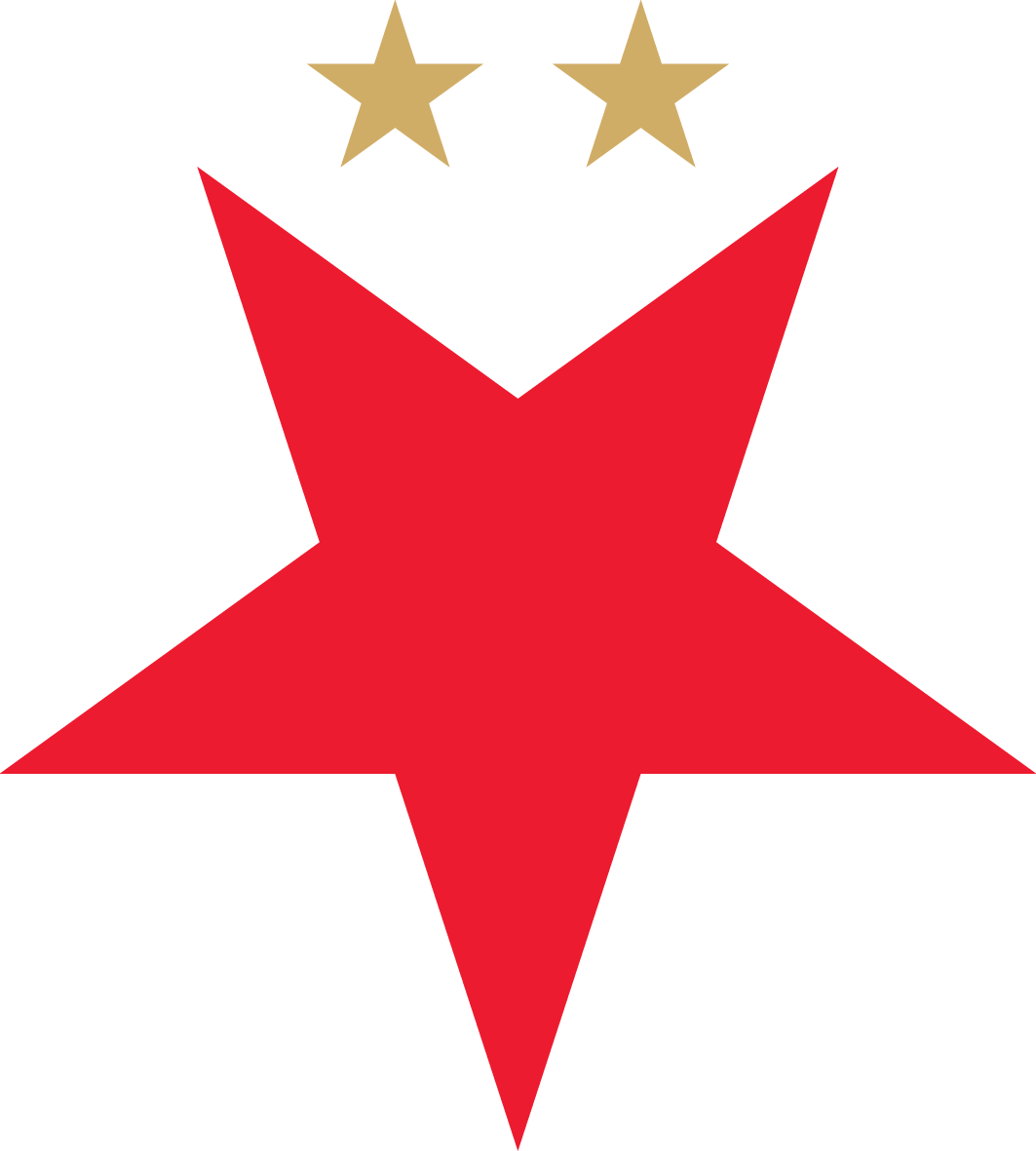
Logo sekcji piłkarskiej Slavii Praga

## Klub Wioślarski Studentów Norweskich
Norske Studenters Roklub został założony w roku 1897 przez trzech studentów pod znakiem czerwonej gwiazdy pięciopromiennej. Od roku 1903 siedziba i baza klubu znajduje się nieprzerwanie na półwyspie Bygdøy w Oslo. Neoklasycystyczny budynek obok przystani Dronningen (Królowa) ozdobiony jest symbolem klubu. Czerwona gwiazda ma kojarzyć się z ideami masońskimi, nie odnosi się do komunizmu, tym bardziej że tak założyciele jak i dzisiejsi członkowie reprezentują zamożną warstwę mieszczańską tzw. Vestkanten (zachodnich dzielnic Oslo).

## Symbol Heineken
Symbol czerwonej gwiazdy występuje też w logo holenderskiej marki piwa Heineken. Nie ma on nic wspólnego z symboliką komunistyczną.

Logo Heineken od 1991